# 仮面ライダー1号
- 仮面ライダーシリーズ
  - 仮面ライダー > 仮面ライダー1号
  - 仮面ライダー (漫画) > 仮面ライダー1号
  - 仮面ライダー THE FIRST > 仮面ライダー1号
  - シン・仮面ライダー > 仮面ライダー1号

仮面ライダー1号（かめんライダーいちごう）は、特撮テレビドラマ「仮面ライダーシリーズ」の作品に登場するキャラクター。
ここでは、仮面ライダー1号に変身する本郷猛（ほんごう たけし）についても解説する。

## 仮面ライダー1号

### 旧1号
テレビシリーズ『仮面ライダー』第1 - 13話に登場する、本郷がベルトの風車タイフーンに風圧を受けることで変身した姿。通称1号ライダー、本郷ライダー。後にデザインが大幅に変更された新1号と区別する際には、旧1号と呼ばれる。
ベルトの風車ダイナモに風圧を受けると、コンバーターラングにて98.5%で風力エネルギー化され、エナージ・コンバーターに蓄積され、超小型原子炉が起動する。そのエネルギーが人工筋肉の内部を通り、肉体だけが仮面ライダーになって最後に頭部が仮面に覆われて、変身が完了する。風力のない場所では変身もライダーの姿の維持もできない。人間より広い視界と赤外線による暗視能力、ズーム機能を持つ複眼Cアイ、周囲4キロメートルの音を聞き取る常人の40倍の聴力の超聴覚器。4キロメートル四方の電波を感知できる超触覚アンテナ、対怪人用の脳波探知機で半径100メートル以内に怪人がいると特殊な波長を捉え、点滅するOシグナル、100トンの衝撃を吸収する足のショックアブソーバなど、基本的な機能面は1号・2号共通である。
能力は、その後の訓練によって向上していった。なお、技とスピードを特徴とする設定は後のものだが、旧2号と交代するまでのわずか13話の間に旧2号とほぼ同数の技を披露している。

#### 旧1号の造型
マスクはFRP製で、分割方式ではなくヘルメットのようにすっぽりとかぶる。第3話からは顔の色が濃いものも使用している。ハードアクション用はオールラテックス製。後頭部には着用者の髪の毛がのぞく。耳の部分には通気孔が空けられている。のぞき穴周囲のビスは4つのものと5つのものがあり、ねじ穴はマイナスである。
粘土造型を担当したのはエキスプロダクションの三上陸男。旧1号のマスクは藤岡弘、の頭部に合わせて作られたため、新1号よりも小ぶりであるという説があったが、新1号マスクは旧1号から型取りしているため、実際のサイズに大差はないと考えられる。
マスクの各部については以下の通り。
- Cアイ - 透明ポリエステル製[17]。押し型によって複眼のパターンをつけている[注釈 4]。第1話から用いられているピンクに見える無着色のものと[注釈 5]、第4話以降に用いられているクリアーカラーの赤で塗られたものがある[17][21][注釈 6]。夜間撮影で眼を光らせる際は自転車用の豆電球と反射板を使っているが、マスク内には電源は仕込まれていない[13]。
- クラッシャー - 上下分割されており、下顎はラテックス製[21]。第1話では顎もFRP製であった[22]。ポリ製の物もあったらしい[23]。マスクの下にかぶる、つばを切断した塗装用の帽子から、ゴムバンドで吊っている[13]。
- 超触覚アンテナ - ラジオ用アンテナを自転車のブレーキワイヤーでマスクに接合した物。先端の突起が付いているものと無いものがある[21]。
- Oシグナル - 青または緑色の市販品のランプを使用[21]。

スーツの生地は、初期はシカ皮だった。第3話まで使用されたが、アクションには不向きであったため変更された。後期はビニールレザー製になったが、本皮のものもあったらしい。胸のコンバーターラングはラテックス製。
旧1号の変身ベルトは下地が白い。装飾によって様々なバリエーションがある。
- タイフーン - 厚みの異なる2種類が存在する。厚いタイフーンには風車の回転機構が仕込まれていたらしいが[注釈 7]、スーツ着用時に全身が映った状態で作動させている映像はない[25]。
- エナージ・コンバーター - 厚みの異なる2種類が存在し、チューナーやスイッチの形状でさらに細かく分かれる[24]。初期は電池を収められるようになっていた[26]。
- 止め具 - バックル式とシートベルト式の2種類が存在する[25]。

全体を通じて言えることだが、細部のカラーリングは話数によって微妙に変化している。これは改良や補修を現場で行っていたという制作上の事情である。当時エキスプロダクションに所属していた前澤範は、番組の長期化を想定していなかったために塗料を作り置きしておらず、その都度調合しており、また絵の具の質も悪かったことから変色していき、様々な色のライダーが存在していたと証言している。
実際に着用した藤岡弘、は、第1話の撮影ではマスクをつけてのアクションは自身の息で前が見えなくなり、革製のスーツも動きづらかったことを証言している。また、監督の折田至は、照明が当たると乱反射し、さらに見えづらくなったと述べている。

### 桜島1号
ヨーロッパで戦っているという設定になっていた1号は、藤岡の復帰に伴って第40・41話で再登場し、以後は何度か2号と共闘した。この時期も「旧1号」だが、スーツが以前と異なる独特の色合いをしているため、撮影ロケ地にちなんだ桜島1号という愛称がある。劇場版『仮面ライダー対ショッカー』では、この姿で変身ポーズを披露している。
1998年のビデオ『仮面ライダーメモリアル』では藤岡のナレーションで「戦闘経験を積み重ねることによって肉体が変化した」と語られており、「第一形態」である旧1号に対し、桜島1号は「ヨーロッパ時代の第二形態」と解説している。
桜島1号のスーツは新規に造形された。マスクには、アップ用では初めて顎紐が付けられた。光沢があり、耳の通気孔がなくなっている。Cアイの色は赤のみとなった。また、Oシグナルはダミーになっている。第41話のみ旧1号のマスクを併用している。バイクアクションの撮影時には、ラテックス製のマスクとジャージ生地のスーツが用いられた。
その後、『仮面ライダー対ショッカー』でも新調された。

### 新1号
第53話から登場した、1号が強化を遂げた姿。2号同様に風力エネルギーを体内に蓄えることで自在に変身できるようになっており、その際は「ライダー……変身！」の掛け声とともに独自のポーズをとる。変身時間は0.5秒。
身体能力は以前より向上しているが、敵怪人もまた強くなってきているので、技の多彩さをもって対抗している。必殺技の代表であるライダーキックには戦況に応じた様々なバリエーションがある他、打撃技や投げ技も充実している。このため、「技の1号」の異名を持つようになった。本郷から新1号に変わる0.5秒の間、どちらでもない状態と化すため、その間にタイフーンの風車を凍らされてしまうと身動きが取れなくなってしまう。
こうした一連の変化に関する説明は、劇中ではまったくされていない。新1号編のオープニングや第86話の回想シーンでは、新1号編の衣装を着た本郷の改造シーンらしき新規撮影カットがあるが、これが「再改造の場面である」と明確に述べられているわけでもない。阿部征司はこの件に関し、「わざわざ説明する必要はないだろうし、子供達も気にしないだろうという意識があった。大人は理由に気を遣うだろうけど（要約）」と、細かな連続性を番組内で追及する姿勢は取らない旨を語っている。
1972年当時の児童向けには「体の機械の仕組みが変化した」とだけ解説されており、どのような過程を経て強化されたのかまでは語られていなかったため、設定の解釈には諸説がある。最もよく知られているのは「ショッカーにわざと捕獲され、死神博士の手で再改造手術を受けた。本郷は自己催眠によって意識を保ち続けており、脳改造される前に脱出した」という『テレビランド』発祥の説で、これは平山亨の承諾も得ている。それとは別に『テレビマガジン』や黒崎出版の図鑑の類では「本郷が自らの手で改造を加えた」と語られており、こちらの説を支持するファンも多い。また前述の通り『仮面ライダーメモリアル』では「戦闘経験を積み重ねることによって肉体が変化した」とされている。『仮面ライダー1号ぴあ』では「2号の身体を研究して得たデータを基に肉体を再改造して強化された」と記述している。
1号の変身ポーズは二刀流をイメージしている。右腕を上に掲げ、左腕を胸に合わせるという構え自体は、旧1号時代に放送前の撮影会で用いられた構えと、第10話以降ライダーファイトのポーズとして取り入れられていた構えが元になっている。前者は擬闘の高橋一俊が子供が真似をしやすいポーズとして、風呂場で体を洗う仕草から発想したものである。

#### 新1号の造型
造型も大幅に変更されている。
- マスク - 当初は明るい黄緑（豆色）だったが、次第に明るいメタリックライトグリーンに変化していった[出典 3]。NG版では真緑色であった[46]。当初は桜島1号や旧2号のマスクを流用、リペイントしていたがショッカーライダー編から新造のマスクが導入された[47][注釈 12]。このマスクは『全員集合!7人の仮面ライダー!!』まで用いられた[22]。『スカイライダー』以降は水色になっている。アクション用のマスクは初期の豆色のみラテックス製で、後期以降のマスクはFRP製を使用している[48]。『仮面ライダーV3』第33・34話や『仮面ライダーストロンガー』の特写などでは、マスクが2号と入れ替わっている[49][31]。『ストロンガー』第39話まではオリジナルのマスクを使用していたが[31]、『スカイライダー』以降はコスモプロダクションによりマスクが改修され、上下分割式ではなく、ラテックス製の顎をゴム紐で固定したものとなった[22]。Cアイは旧2号のものより一回り小さなものとなっている[22]。
- コスチューム - 手袋とブーツの色は銀[39]。体の両側には、脇の下を含めて2本の銀のラインが入っている[39][50]。スーツは布（タイツ地[22]）製に変更されたが、アトラクションでは引き続きビニールレザー製のものが使用されていた[51]。
- 変身ベルト - 2号同様の赤い下地となったが、例によって部品の形状違いによるバリエーションが存在し、特に飾りボタンの種類は多い。タイフーンやコンバーターは主にポリ製だが、中にはラテックス製のものもあった[52]。

### 映画『仮面ライダー1号』での仮面ライダー1号
新規デザインで登場。通称「ネオ1号」。長い戦いの中、傷ついて機能低下した身体をカバーするため、本郷自身によって強固な外装で全身を覆い、大幅に身体能力・戦闘力・超能力が強化されたと設定されている。また、劇中では戦闘中に一時死亡しているが、炎のエネルギーを吸収して不死鳥のように復活している。
- 体格は撮影時点での藤岡を意識したフォルムデザインとなっている[57]ほか、両肩や前腕部には装甲が付いている[58]。当初は仮面ライダー3号のころからやりたかった萬画版の1号を想定していた[57]。装甲を1号に重ねていった結果というアプローチで、背中は臀部まで背骨がつながっており、伸びた襟足は鉄兜を意識している[57]。カラーリングは旧1号を意識した3号に対して藤岡が単独主演として復帰した桜島1号をベースとし[57]、黒を基調にCアイとマフラーが赤、手袋やブーツ、クラッシャーやコンバーターラング、エナジーコンバーターが緑、変身ベルトが銀となっており、四肢には細く赤い線が彫られている。
- ベルトは当初は旧1号と同様だったが、それでは強化された1号のエネルギーを担えないと思ったため、空気中の元素を光の風車が回って取り込むことで変身するという新型のシステムとなった[57]。そのため、強力であるがゆえに変身前には絶対開けてはならないと、過剰にごついカバーとなった[57]。施錠中を示す赤いアラートが両サイドに点灯しており、変身ポーズを入力することで緑に点灯が変わり、ベルトの機能が開放される仕組みとなっている[57]。周りの元素を取り込んでいるものとして、変身時だけでなく常時ベルトの風車が光っているものとなっている[57]。デザイン時のイメージでは、光の羽根が展開した背中の装甲から出るという想定であった[57]。サイクロン号もネオサイクロンとしてデザインが一新されており[54]、同車と同様に藤兵衛が強化に関わったという裏設定から、タイフーンにも立花レーシングのマークを大きく入れている[57]。
- デザインを担当した田嶋秀樹は、マッシブな造形については「演じる藤岡の姿と強さを追求した結果」、配色については「本郷の帰還」という意味を込めて「桜島1号をオマージュした色合いにした」とそれぞれ発言している[59][60]。

### 『THE FIRST』での仮面ライダー1号
本郷が外部に露出させたベルトのタイフーンを回転させ、ボディスーツ特殊強化服が自動的に装着された後、マスク上部のヘルメットと下部のクラッシャーを装着することで変身する。バッタの能力を持ち、ショッカーの中でも最強レベルの改造人間である。ショッカーではホッパーと呼称されている。リジェクションが起こらないため、定期的な血液交換をせずに長時間の戦闘が可能となる。一切の携帯武器を持たず、パンチや高所からのキックなどの体技を主体とした重厚でまっすぐな戦闘スタイルが特徴的な「力の1号」。テレビシリーズとは異なり、劇中における名前の呼称や「変身」の掛け声はオミットされている。
スーツは黒が基調でマフラーが赤、マスクは上半分がダークブルー、マスク顎部分（クラッシャー）や胸のコンバーターラング、グローブとブーツがブルーグリーンというカラーリングで、ベルトは白である。一文字のスーツとの形状的な差異としては、肩のプロテクターが生地の外側に付いていること、スーツの上下が分かれたセパレートになっていることが挙げられる。背面のメッシュ部分の形状も、1号と2号で異なっている。
- デザインは出渕裕が担当した[64][65]。配色は旧1号をイメージしている[64][65]。仮面「ライダー」であることから、バイク用品のスーツのボディに、メカニカルなパッドや胸パーツ、バイク用のグローブやブーツがついているという解釈で仕上げられており、ライダーのイメージが尊重され、ディテールアップが抑えられ、極力「俺様ライダー」色が排除された[66][64]。テレビ版のマスクをベースに、クラッシャーを強調し、仮面を装着するという劇中イメージに忠実に再現すると同時に初期のテレビ版の再現として、演者の髪の毛や首が一部露出するようにデザインしている[64]。また、原作版のイラストを意識して、触角は先端に行くほど太くなる形状となっている[64]。また、テレビ版にも原作版にもない要素としてエリがあることが特徴となっており、コスチュームであることを強調することによって、後ろ髪が過度に露出することを避けている[66][64]。
- スーツアクターの前田浩によれば、改造直後という設定から力はあるが戦い方を理解していない控えめのアクションにしたとしている[67]。

『仮面ライダー THE NEXT』
前作の戦いの後、ショッカーから逃げ延びながら2年間を過ごしていたため、ライダースーツには前作よりも多くの傷跡や変色が見受けられる。しかし、防弾性などのスーツ自体の機能低下は見られない。スーツの色は黒で変化はないが、手袋とブーツ、コンバーターラングと背中の羽根部分がグリーンに、前作では薄いピンクだった目の色が真紅に、ダークブルーだったマスクは黒（さらに無数の傷が付いている）に、クラッシャー、ブーツなど、ブルーグリーンだった部分もダークグリーンに変色している。また、体側部と腕に2本のグリーンのラインが入っている。
基本的な能力や機能に変化は見られないが、度重なる戦いを経験してきたことでその戦闘スタイルはより洗練されたものになっている。初期の改造人間だけあって、量産型ホッパーであるショッカーライダーの単体は凌駕できても、ナノロボットで改造された次世代型怪人には若干遅れを取るのが現状である。しかし、次世代改造人間の行動や能力を見切れるようになるなど、戦士としての素質は充分に熟練しており、世代の隔たりによる能力差をカバーしている。改造以前から持つバイクの腕は卓抜した冴えを見せ、バイク同士での戦闘では6人で追うショッカーライダーを圧倒した。
- 配色は「桜島1号」のカラーリングを意識しており、マスクの後ろ部分のラインも変更している。腕と脚部のラインも桜島1号同様、2本に変更されている。デザイン画ではダメージ表現は描かれておらず、造型段階で加えられ、体色と同じ色になった。

### 『シン・仮面ライダー』での仮面ライダー1号
本郷猛がSHOCKERによってバッタとのオーグメンテーション手術を施され、桁外れの跳躍力と腕力を持つ昆虫合成型オーグメント・バッタオーグにされた後、緑川ルリ子によって救出されて「仮面ライダー」を名乗るようになる。
変身ベルトタイフーンプラーナ強制排出補助機構付初期型には、エネルギーを吸引・排出することで風車が回転するほか、両サイドにはエナジー・コンバーターが付いている。真っ赤なマフラー、プロテクターのようなパーツが付いたグローブ、ヘビーデューティーな革製のコートを着用する。
ベルト中央部のタイフーンと胸のコンバーターラングに風を受け、大気中に存在する一種の生命エネルギーであるプラーナを取り込むことにより、変身する。
- デザインは前田真宏が担当[出典 5]、バッタオーグ時のマスクの中身は出渕裕が担当[81][80]。池松壮亮が早期から仮面ライダーを演じることが決まっていたため、彼の体形を基にデザインが考えられた[78][80]。当初はシド・ミードのデザインにあるような頭蓋骨のシルエットの延長でシュッとしたラインの流線形のヘルメットをデザインしていたが、庵野秀明の持っていたマスクのレプリカのおでこが膨らんだようなフォルムになっており、それこそが仮面ライダーを印象付ける要素で、そちらに振ったほうが「らしさ」が出ることに気付き、マスクを被った際に顎が上がり、胸を張ったポーズになることで誰もが知る仮面ライダーらしさが生まれると考え、俳優が実際に被って演じることも考慮して細部のアップデートが行われた[78]。前田は子どものころから前頭部のアンテナが気になっており、激しく動いた際にそこが目に入ってしまうことから、航空機に付いているような硬いカバーで覆うデザインとなった[78]。マスクと防護服は着脱可能だが、劇中では常時防護服を着ており、その恰好でうろつくのは無理があるため、何か着せたいということとなり、孤独に悪に立ち向かうダークヒーローであることから、寒風に逆らいながら襟を立てて歩く、という庵野の提案でコートを羽織るイメージがまとまっていったという[79]。当初は本郷の上半身にコンバーターラングの接続部とそのカバーが存在するという設定であったが、未登場となった[80]。
- 変形前のヘルメットのベースは、フランスのROOF（ルーフ）社製BOXER（ボクサー）シリーズの「BOXER V8-S」[82]。
- 変身ベルトタイフーンプラーナ強制排出補助機構付初期型のデザインは山下いくとが担当[出典 6]。原典が放送されていた1971年当時はボタンやスイッチが一般的ではなく、ツマミがベルト側面に付いていたが、本作品ではスイッチに変更された[83]。「ベルトで風車が回っているが、風を受けているのはベルトではなく、胸のコンバーターラングで受けている」と庵野が言ったため、山下なりにその仕組みを考え、風力を胸のコンバーターラングで取り入れ、スポーツカーのブローオフバルブのように機能しているのがベルトであると解釈し、変身時にコンバーターラングで吸収した風力の余剰エネルギーを放出するのが周囲の6本のノズルで、ベルトの風車がさらに回るということとなった[83][75]。ディテールがどんどん増えていったり、妙に角張ったりした時期もあったが、最終的には原典を基として現代風にアレンジされ、風車が楕円の真ん中にあり、4方向のプラーナ噴出口がその周囲に付くという形となった[79]。
- 原典における旧1号と同じく変身後も本郷（池松）の首がそのまま露出しているが、庵野は時間があれば首も顔や腕と同様に変化させたかったとの旨を述べている[84]。

### 必殺技
物語の進展とともに、ライダーキックが必殺技として確立される。ライダーキックは上空にジャンプし、宙返りを経た後に怪人めがけて蹴りこむ技として表現されている。しかし、ライダーごっこの最中にライダーキックの真似をして怪我をする子供が現れたことが問題となり、ライダーキックを真似る子供に本郷が注意を呼びかけるシーンや、ライダーの特訓シーンを見せつつ滝が子供たちにライダーキックの危険性を諭すシーンも劇中に挿入された。
この他にもライダーは多数の格闘術を決め技として用い、ライダーダブルキックに代表される1号・2号の合同技も時に繰り出された。後のシリーズでもライダーたちはライダーキックとほぼ同様のキック技を始めとした、多数の必殺技を用いるようになっている。
- 『仮面ライダー』の直前に多くの同スタッフによって制作された『柔道一直線』の技が、仮面ライダーの必殺技のベースになっている。必殺技の撮影では、柔道一直線で多用されたトランポリンを使いジャンプや回転するシーンを撮影し、これを編集で繋いでいく手法がとられている。

#### 主な技
特撮版の本郷＝1号は、「48の技を持つ」と言われる技の1号（新1号時代）と呼ばれるが、ここに挙げた技がすべてではない。サイクロン号を除いて固有の武装を持たない1号の技は基本的に自らの肉体から繰り出すものだが、剣術や棒術にも長けている1号は、しばしば敵から奪った武器を振るっている。
ゲームソフトなどではオリジナルの技も多く設定されているが、以下で特に記載がないものは、特撮版の技である。なお、パンチやチョップなどスタンダードな技は省いている。
ライダーキック
1号と2号に共通して最多で用いられた必殺技。モチーフになったトノサマバッタの持つ強靭な脚力を活かし、風力エネルギーをベルトの風車に溜めているため、凄まじい破壊力を持つ。高くジャンプして宙返りをした後に片足で放つキック、両足で放つパターン、跳び上がった相手に空中で決めるパターンなど、様々なものがある。
怪人の中にはライダーキックが通用しないものもいたが、強化されたキックや他の技で打ち破ってきた。ただし、桜島1号時代のゲスト出演時には新怪人の強固な装甲に破壊力が足りず、単独で放ったキックを跳ね返されるケースが数回あり、そのうち1回はショッカーに捕まり、洗脳されて2号と同士討ちを演じてしまうきっかけを作ってしまった（第41話）。この苦い経験が、本郷に自らの再改造を誓わせるきっかけとなった。新1号は旧1号の4倍の威力。
新1号への強化を経て、後の作品にゲスト出演した際にも多用されている。『ストロンガー』ではデルザー軍団のマシーン大元帥の戦意を挫いたり、ヨロイ騎士を昏倒させるほどの威力を見せ、『スカイライダー』ではネオショッカーのジャガーバンを一撃で撃破する（劇場版）など、技の切れ味は増している。
電光ライダーキック（）
第13話でトカゲロンの必殺シュートに対抗すべく、藤兵衛との特訓で編み出した技。前方宙返りをして体をひねり、両足を揃えてキックを放つ。破壊力が素のライダーキックより倍増しており、その名の通り、ヒットの瞬間には電光のように光る。必殺シュートで蹴り込まれたバーリヤ破壊ボールを弾き返し、トカゲロンと再生怪人軍団を爆破四散させた。急遽トカゲロン用に生み出した技であるためか、一度のみの使用となった。
『仮面ライダーSPIRITS』の第1部第一話では、新1号の姿で披露している。また、PlayStation 2ソフト『仮面ライダー 正義の系譜』では1号の最強技として設定されている。
ライダーポイントキック
ライダーキックの破壊力を一点に集中させ、敵の弱点のみをピンポイントで破壊する技。イソギンジャガーに仕込まれた変身装置のみを破壊する際に用いた。
ライダースクリューキック
ライダーキックを放つ前に、身体を横方向に回転してジャンプした後に前方宙返りさせて威力を増大し、踏みつけるように両足で蹴り込む技。障害物を破壊するのに用いたライダークラッシャーや、衝撃を吸収する材質の部屋に閉じ込められた際にマフラーを併用して危機を逃れたスクリューキックなどの派生技がある。
ライダー反転キック
空中をジャンプした後、柱や壁などを蹴って三角飛びの要領で方向を修正し、威力を増した飛び蹴りを叩き込む技。攻撃のタイミングをずらすことで、後方など予想外の方向から攻撃する利点があり、敵の弱点（サソリトカゲスなど、主に背中）を攻撃したりするために用いられる。
原作漫画版では、ベルトの風車から風圧を発生させて敵の意表を突くと共に、威力を増す逆風（バックウィンド）キックという発展形の技を披露した。
ライダー稲妻キック
ライダー反転キックの強化版。強固な装甲を持つハリネズラスに対し、素早く3方向の壁を蹴って勢いを付け、稲妻のような軌跡を描き威力を増した両足のキックを放つ。
『正義の系譜』では、反転するたびに脚に稲妻のようなエネルギーを帯びる。
ライダー月面キック
空中高く跳び上がり、ムーンサルトで威力を増幅させるライダーキックをより発展させた技。攻撃するチャンスが少ない、鳥類をベースにしたゲルショッカー怪人との戦いで使った。
ゲーム『スーパー特撮大戦2001』や『スーパーヒーロー作戦 ダイダルの野望』では、1号の最強技に設定されている。
ライダーハンマーキック
空中で敵を投げた後、ライダーキックを放つ。ゲルショッカーの強力な怪人、ムカデタイガー戦で使用したが止めを刺すまでには至らなかった。
ライダー大風車三段キック
原作漫画版のみの技。敵の眼前で風車のように高速回転し、ライダーキックを3連続で繰り出す。コブラ男を破った。

ライダーチョップ
怪人を弱らせた後、手の人工筋肉にパワーを集中させ、直径10センチメートルの鉄柱をも両断する破壊力を持つ強力な手刀打ちを上段から敵に喰らわせる技。連続で繰り出すこともある。旧1号時代から使用している技であり、死神カメレオンを葬った。予備動作は大きいものの、弱っていた死神カメレオンは避けることができなかった。必殺技としての使用は1回のみ。
原作漫画版では、くも男との初戦で彼を敗退させた技である。
ライダーフライングチョップ
胸の前で手刀をクロスさせ、両足で空中に蹴り上げた敵にジャンプして、突進して突き出した両手で貫手して敵の体を貫く技。クモライオンを葬った。
ライダーダブルクラッシャーチョップ
ゲーム『正義の系譜』で登場。ライダーチョップを決めたあと、反転ジャンプしてもう一度跳びかかって強力なチョップを喰らわす。

ライダーパンチ
強力な鉄拳を相手に喰らわせる技。技名を呼称せず、相手に連続でパンチを浴びせることも多い。これも旧1号時代から使用している技である。ジャンプした後に前方宙返りをして敵に喰らわせるライダーパンチは、フライングライダーパンチと呼ばれる。テレビシリーズの劇中では、単にライダーパンチと呼称。
ライダー反転ダブルパンチ
『正義の系譜』で登場。フライングライダーパンチを一度決めたあと、反転ジャンプしダブルで喰らわせる技。

ライダー投げ
後述のライダー返しやライダーきりもみシュートの原型とされる、空中でのシンプルな投げ技。第1話の対蜘蛛男戦ですでにそれらしき技は使っていたが、この時は呼称はなく、続く第2話の対蝙蝠男戦から呼称されるようになる（この時は空中から投げず、マンションの屋上から投げ落としている）。
敵怪人の背後に回り込んで組み付いたまま跳び上がり、回転しながら後方に投げ落とす。蝙蝠男を倒した。

ライダーシザース
空中で体をひねりながら敵の首に両脚でカニばさみをかけ、1回転して大地に叩きつける。ヘッドシザースに似ており、相違点は相手も空中で投げるところ。第3話のさそり男戦で初使用された。
ライダーヘッドクラッシャー
ライダーシザースの発展型で怪人の頭部に飛びついて肩車のような体勢になり、足の力で頭をホールドした後、全身の反動のみで空中に持ち上げ、回転が増した後方空中回転投げで頭部を地面に叩きつける。違うところは最後に敵の脳天を打ち砕く点。新1号の技でライダーきりもみシュートと並び、もっとも威力がある部類の技である。毒トカゲ男やジャガーマンを倒した。ジャガーマンには崖下に投げ飛ばす形で使用している。
すがやみつるの『新・仮面ライダー』ではネコヤモリ戦にて同名の技を使っているが、こちらはパイルドライバーのように相手の頭を地面へ叩きつける技となっている。

ライダーハンマー
ジャイアントスイングの要領で、相手を投げ飛ばす。フクロウ男に対して使用した。
ライダースイング
ライダーハンマーと同様の技。クラゲウルフに対して使用した。
ライダースクリューブロック
ライダーハンマーの派生技。敵に組み付いてジャイアントスイングのように、敵の腕を取って、大きく振り回して頃合を見て手を放して壁や樹木へ叩きつける技。バラランガを撃破した。

ライダー返し
正面から一本背負いのように相手と組み合ってジャンプし、空中で回転させて地面に投げ落とす。敵の突進力も威力にプラスされる。旧1号時代から使用しており、改造コブラ男を撃破した。ショッカー大幹部怪人のガラガランダやイソギンチャック、セミミンガなどを弱らせてほかの必殺技で撃破することもある。背負い投げや体をひねった反動で投げ落としたり、ダブルライダーの連携としてツープラトン使用も可能。

ライダーきりもみシュート
相手に組み付いてジャンプした後に頭上に相手を掲げた後に高速の錐揉み回転を与え、空高く投げ飛ばす投げ技で、最強技。敵怪人はコマのように回転させられるため方向感覚を失い受け身が取りづらく、地面に叩きつけられる。「高速回転で真空状態が起こる」と解説している書籍もあり、相手を酸欠状態にする。サイギャングやカミキリキッド（テレビ版）などライダーキックでは倒せない強力な怪人や、海洋生物の特性を持つ改造人間に特に効果があるらしく、ギリザメス、イカデビル、ゲルショッカー怪人クラゲウルフに対し止めを刺した。対エイドクガー戦では2号も使用している。ただし、ガニコウモルには通じず体勢を立て直されてしまうが、その直後に1号が捨て身の突撃を行って倒している。
漫画『仮面ライダーSPIRITS』では、相手を抱え上げて横にした状態で高速回転させ、それによって発生した竜巻に合わせて投げ飛ばすように表現されており、作中でZXも会得した。
『スーパーヒーロー作戦 ダイダルの野望』では、高速回転で竜巻を起こすように表現されており、ジャイアントデビル（『キカイダー01』）などの巨大な敵にも有効である。
『仮面ライダー THE FIRST』のコブラ戦で使われた、相手を空中で回転させる投げ技も「きりもみシュート」とされる。

ライダーニーブロック
新1号初期から使用。空中へと投げ飛ばした怪人に自分も跳び、落下してきた怪人の腹部に下から飛び膝蹴りで突き上げる。主にヒットポイント（打撃目標）は敵の「脇腹」。モスキラスに対しては弱らせる程度であったが、直後にライダーダブルキックを決める布石となった。
ライダードロップキック
空中へと投げ飛ばした怪人の横腹に自分もジャンプして上方から膝蹴りを打ち込むライダーニーブロックの改良技。シラキュラスを倒した。

ライダーローリング
敵をうつ伏せにして背中に担ぎ上げ、回転して振り回す。エアプレーンスピン（飛行機投げ）に似ており、「技の1号」には珍しい力技。

ライダー背面ジャンプ
敵に肩車をした状態で、膝で首を挟みジャンプし、頭を地面に叩きつける。

#### 2号との協力技
ライダーダブルキック
1号と2号が同時にジャンプして空中で前方宙返りをした後、ライダーキックを行う技。タイミングが難しく、相手を戦意喪失状態にしてから合図で呼吸を合わせて放つことが多かった。当初は互いに「ライダーキック」と呼称して放っていたが、イソギンチャック戦から「ライダーダブルキック」と呼称するようになる。2人のキック力の単純な5倍の威力を持ち、ライダー1号・2号単独での撃破が困難とされる強力怪人に使われた。イソギンチャック戦までは両足で蹴っていたが、それ以降は片足で蹴っている。
『仮面ライダーX』第27話において、1号とXが「ライダーダブルキック」の呼称で使用。再生ヒュドラーや再生死神クロノスを撃退した。2号以外のライダーとの唯一の使用例。
『仮面ライダー』第51話のサブタイトルや『仮面ライダーBLACK RX』の10人ライダーの特訓時では「ダブルライダーキック」と呼称していた。
『仮面ライダー THE FIRST』でのバット戦で同様の技を使用しているが、ここでの技名も「ダブルライダーキック」になっている。

ダブルパンチ
『仮面ライダー THE NEXT』でのシザーズジャガー戦で2号と同時にアッパーカットを放つ技。ライダーダブルキックと併用して、シザーズジャガーを倒した。

ライダーダブルチョップ
1号と2号で同時にライダーチョップを放つ技。最終話で巨大な岩に向かって放ち、そこに同化して隠れて弱っていたヒルカメレオンに致命傷を与えつつ見つけた。
ライダー返し（ライダー投げ）
ライダー返しを2人で行う。イソギンチャックを投げ飛ばした。

ライダー車輪
超吸引力のあるイソギンチャック戦で使用。一気に敵の足元に入り込み、互いの足首を掴み、前転しながら相手に急接近し、攻撃を加える。接近戦に持ち込むための技。
- 『柔道一直線』の地獄車をイメージしており、放送当時の書籍ではこちらの名称で記述しているものもある。

ライダー車輪（対ショッカーライダー用）
名称は同じだが内容が異なる。サークル（円）を描いて左右から高速走行し相手にも共走させ、追うことのみに集中させることで平衡感覚を失わせる。その後同時に交差する軌道でジャンプし、自分たちは反転で回避、空中で追ってきた相手を互いに激突させ自爆させる技。これも藤兵衛との特訓で編み出した。

ヘッドクラッシャー
1号のライダーヘッドクラッシャーとは別の技。2人で肩を組んで突進し、ダブルライダーの頭突きにより強固な壁も破壊する。第98話で敵アジトから脱出する時に使用。

ライダーハンマー突き / ライダーハンマーキック
互いに別の怪人を抱えてジャンプし、空中で怪人の脳天を衝突させる技。『仮面ライダー対ショッカー』で使用。
資料により名称が異なるが、いずれにせよ1号が単独で放つ「ハンマーキック」とはまったく別の技である。

ライダー投げ
二人がかりで敵を投げ飛ばす技。再生ムカデタイガーに使用。

ライダー全エネルギー放出
『仮面ライダーV3』第2話で使用。2号と腕を交差して、全エネルギーを開放・合成して、敵の動きを封じるだけでなく、飛行も可能となる。カメバズーカを太平洋上に運び、原爆の脅威から東京を救った。

テレパシー
Oシグナルを通じて意思疎通を行う。
名称はないが、ダブルパンチの連打などもある。

#### 2号以外との協力技
ライダートリプルパワー
『仮面ライダーV3』第34話で使用。1号・2号の乗る2台の新サイクロン号の上にV3が立ち、体当りする。

ライダートリプルキック
映画『スーパーヒーロー大戦GP 仮面ライダー3号』で登場。2号と3号との合体技。
映画『仮面ライダーV3対デストロン怪人』では、1号・2号のライダーダブルキックとV3のV3キックを連続で放っており、書籍『仮面ライダー大全集』ではこれをライダートリプルキックに当たるものと解釈している。

Xライダースーパーファイブキック
映画『五人ライダー対キングダーク』で登場。跳躍したXライダーを1号、2号、V3、ライダーマンが4人のライダーが順繰りで前方へ放り投げ、通常のXキックを上回る威力を生み出す。

ライダーシンドローム
『10号誕生!仮面ライダー全員集合!!』で使用。

ライダー車輪（対ショッカーライダー用）
本来は2号との合体技・協力技だが、漫画『仮面ライダーSPIRITS』第3部では、立花の呼びかけで、復活したショッカーライダー相手に、2号と交信したZXと共に使用している。同作内で滝和也はこの技について「絶妙のタイミング」が必要となることを語っている。

## 本郷猛
仮面ライダーシリーズの作品はすべての世界設定が同一ではなく、作品によって本郷の人物像にも多少の差異が見られるが、いずれの場合も「仮面ライダー1号に変身する改造人間」という点は共通している。

### 『仮面ライダー』
初代『仮面ライダー』の主人公。バッタの能力を持つ改造人間であり、仮面ライダー1号に変身する。
城南大学の生化学研究所の学生で、知能指数600にしてスポーツ万能という、頭脳・肉体ともに類稀なる優秀な能力を持つが、そのために悪の秘密結社ショッカーに拉致されて1週間にもわたって肉体改造を施され、改造人間にされてしまう。しかし、脳改造の直前に脱出してからは、人間でなくなったことに苦悩しながら、人類の平和を守るために仮面ライダーとなってショッカーと戦うことを誓う。
冷静さと熱さを兼ね備えた紳士であり、親代わりにして、バイクトレーナーの立花藤兵衛からは「子供のような奴（子供のように純粋）」とも評されている。
恩師緑川博士の娘ルリ子からは、父殺しの疑いが晴れた後に思いを寄せられるようになったが、劇中では『仮面ライダー』第13話以降にヨーロッパへ転戦した本郷を追ってルリ子も日本を去ったのを最後に、2人の関係は語られていない。
旧1号時代（第1話 - 第13話）
この時期は科学者らしくブレザーを着用。白衣姿で実験を行うシーンや科学者の友人の登場、改造人間になってしまったことへの苦悩がよく描かれた。一人称は「俺」だが、「私」や「僕」を用いることもあった。この時期の専用マシンはサイクロン号。
変身ポーズは存在せず、ベルトのタイフーンの風車ダイナモの回転時に風を受けることで変身する。基本的にはサイクロンで疾走しながら変身するが、状況によっては爆弾の爆風を受けながら変身したり敢えて高所より飛び降りて変身する描写もあった。また、密室では風を受けられないため、変身不能になるという弱点もあった。
- 第11話以降、登場シーンはライブラリーフィルムか吹き替えとなるが、これは本郷役の藤岡弘、が第9・10話の撮影中のオートバイ事故で負傷したことによるものであり、藤岡本人は実際には出演していない。声も藤岡ではなく声優の納谷六郎が担当していた。

ヨーロッパ・アフリカ時代（第14話 - 第52話）
ショッカーに改造された一文字隼人を救出し、仮面ライダー2号となった彼に日本の守りを任せ、自身はショッカーの別計画を追ってヨーロッパに渡った。これらの経緯は先の藤岡の負傷降板による策であるため、劇中では台詞で説明されたのみである。また、プライベートでは、現地でのオートレーサー相手に腕を研いていた。
その後、死神博士がショッカー日本支部に派遣されていた時期に数回帰国し、一文字＝2号と共闘。ヨーロッパと日本以外では、アフリカに赴いたこともあった（第49話）。この時期は変身後の仮面の色などが以前とは異なり、桜島1号と呼ばれる姿になっており、専用マシンも改造サイクロンに移行する。
第53話以前と位置づけられている劇場版第1作『仮面ライダー対ショッカー』で初めて変身ポーズによる変身を行ったが、第53話以降の掛け声である「ライダー……変身！」ではなく、「変身！」と叫ぶだけだった。また、変身ポーズによる変身が可能になった理由は劇中では語られていない。劇場版を除いて、桜島1号時の変身描写は直接演出されなかった。
- 第40・41話の桜島ロケ時点では藤岡のケガは完治しておらず、足に補助の鉄棒が入ったままであった。藤岡は医師から「鉄の棒が曲がったら一生抜けない」と告げられており、撮影中には足から鉄棒が出かかって出血するなどしていたが、東京へ戻ってすぐレントゲン撮影で曲がっていないことが確認され、無事に除去手術が行われた。

新1号時代（第53話 - 第98話）
更迭された死神博士を追って南米に旅立った一文字に代わり、再び日本の守りに就く。
この時期から性格が明朗かつ精悍な人物に、服装も革ジャンなどのアクティブな衣裳になり、力強さが強調されていった。
変身後の姿は新1号と呼ばれる明るい色に変わっているが、その理由は劇中では説明されていない。しかし、『てれびくん』などの各種児童誌では、新1号になった経緯が説明されているものの、どれも異なる経緯であった。詳しくは、後述する。
第68話で立花や滝とともに新マシン新サイクロンを制作して以降、これを専用マシンとする。
第79話でショッカーが壊滅し、第80話から新組織ゲルショッカーが登場してからは危機に陥ることが多く、度々重傷を負ったり消息不明になったが、最終回となる第98話で2号＝一文字とともにゲルショッカーを全滅させることに成功した。

劇中で描かれない設定
1948年8月15日生まれ。改造時22歳。東京都世田谷区において造船技師の父勇雄（）、音楽教師の母弘子（）の間に生まれ、平凡な家庭で育つ。しかし、17歳の時に父が事故死してしまい、母も20歳の時に病死してしまう。途方に暮れていたところ、親身になってくれた立花藤兵衛の励ましもあってオートレーサーを目指すようになる。
仮面ライダー2号＝一文字隼人とは、改造される以前からの知人だった。『テレビマガジン』1972年10月号では「もとからの友達ではなく、一文字を本郷が助けてから友達になった」とされていたが、1973年2月号では「オートレースに出場する本郷の写真を、一文字が取材撮影に来て知り合った」と改められた。
異性との関係については「女友達はたくさんいるが、改造人間ゆえに恋をすることはない」「人の心を持っていて異性を好きになることもあるが、今は我慢している」とされている。
後年平山亨が記した短編小説では、他の人物との関連がより詳しく補完されている。
本郷と一文字の出会いはスコティッシュ・シックス・デイズ・トライアルでのことだった。
本郷・一文字・風見・立花に加えてFBIにスカウトされる前の滝がパリ・ダカール・ラリーで顔を合わせ、後に待ち受ける運命も知らずに語り合っている。
渡欧以降の本郷とルリ子の関係は、ルリ子が兄のように慕っていたウィーンの青年カールに本郷が彼女の将来を託すという形で区切りが付き、本郷はルリ子の気持ちを知りつつも、それを振り切ってショッカーとの戦いに臨んだ。

創作経緯
『仮面ライダー』の最初期企画『マスクマンK』では、主人公は中学体育教師の九条剛という設定で、特訓によって肉体を鍛えるというスポ根ブームの影響が大きいものであった。
本郷猛の名称や性格付けは続く企画案『仮面天使（）』の時点で設定された。この段階で名前のほか、緑川博士の殺害容疑をかけられることや緑川の子と行動を共にすることなど完成作品に近いものとなった。しかし、本郷が変身する仮面天使は30万ボルトの電流を浴びたことで肉体が強化されたという設定であった。
次の企画案『十字仮面（）』では、設定は仮面天使とほぼ同様だが、ここでオートバイの要素や「怒りで顔に傷が浮かび上がる」などの設定が盛り込まれた。
その後、漫画『スカルマン』を下敷きとした『仮面ライダースカルマン』で「ショッカーによって改造されたサイボーグ」という設定が加わった。
配役は、『十字仮面』の段階では『柔道一直線』などに出演していた近藤正臣が配役されていたが、最終的には東映制作のテレビドラマ『ゴールドアイ』に出演していた藤岡弘、が起用された。衣裳はすべて藤岡の私物であった。

仮面ライダースナックでの記述
仮面ライダースナック同梱の仮面ライダーカードで語られた設定は、基本的にはテレビシリーズと同じだが、一部現在の公式設定と違っているところもある。
- 両親がいないが、寂しいと思ったことは一度もなく、幼少時代は明るく素直で動物好きな少年だった。生物学を専攻したのもそのため（No.287）。
- 普段は朝5時に起きて必殺技の練習をし、9時になるとライダー本部に出かけ、何事もなければ夜7時からまた特訓をしている（No.288）。
- 高校から大学時代にかけて、ボクシングの選手として活躍した（No.304）。
- 藤兵衛は本郷の少年時代をよく知っている。彼によると、少年時代は両親がいなく一人きりだったが、動物好きで昆虫採集に夢中だった（No.309）。
- 藤兵衛が、東京のある公園の地下に作ってくれた秘密基地を持っている。様々な計器があり、ここで特訓をしたり寂しい時はギターを弾いたりする（No.396）。
- 小学校時代から理科や算数が得意で、成績はクラスで5番以内（ガリ勉ではない）。スポーツ好きで、クラスのまとめ役だった（No.400）。
- 普通の人間に戻りたいが、ゲルショッカーを倒すためにその悲しみに耐えている（No.405）。
- 人の命を大切に思っており、本当は怪人も殺したくない（No.485）。
- 変身ポーズを取ることによって、両肩のスイッチが入って変身できる（第一のスイッチは右肩、第二のスイッチは左肩）（No.486）。
- 少年時代はおねしょをして母親に怒られてお尻を叩かれたことがある。母は既に他界し、その形見のペンダントを肌身離さず持っている。少年時代のことは幸せそうに話す（No.500）。

### 映画『仮面ライダー1号』
主人公として登場。『仮面ライダー大戦』以来2年ぶりに藤岡が本郷として出演。2016年が「仮面ライダー生誕45周年」であることから、1号の単独主演作品としては『仮面ライダー対じごく大使』以来44年ぶりとなる。また「1号」というタイトルが付いた映画はこの作品が初である。
藤兵衛の死後は、彼との約束で藤兵衛の孫娘の麻由の成長を見守っていたが、物語開始の3年前から再び海外を転戦していたが、麻由の危機を救うために緊急帰国し、仮面ライダーゴーストらと協力してショッカーやノバショッカーと対峙する。
長年にわたるショッカーの残党や歴代の悪の組織との海外での激闘の影響で、改造人間としての肉体に多大なダメージが蓄積され、時折心臓の発作に襲われている。
ノバショッカーのウルガの攻撃に倒れて命を落とし、肉体は火葬されようとしたがタイフーンがその炎をエネルギーに変えたことで蘇り、これによって発作は改善された。

### 映画『仮面ライダー THE FIRST』 / 『仮面ライダー THE NEXT』
この欄で紹介する本郷は、新規に設定が行われたキャラクターでテレビシリーズとは別人である。劇中で「仮面ライダー」の呼称は使われていない。

#### 『仮面ライダー THE FIRST』
城南大学大学院の研究生。コーヒーに4本ものスティックシュガーを入れる甘党。立花レーシングの常連で、オーナーの立花藤兵衛からは優秀なレーサーとしても期待されている。水の結晶を研究する科学者だったが、ショッカーに拉致され、バッタの能力を持つ改造人間ホッパーにされてしまう。そしてショッカーのために暗躍し、ショッカーを追っていた雑誌記者の緑川あすかとその婚約者の矢野克彦の命を狙ったが、降り出した美しい雪の結晶を見たことにより、人間としての自我と記憶を取り戻し、頭脳オペレーションから開放され、ショッカーに反旗を翻す。あすかに克彦を殺した犯人と誤解され、またまともな人間でなくなったこと、自分の意思とは無関係に与えられた力の大きさを自覚して苦悩するが、立花藤兵衛に「失ったものもあれば得たものもある」と諭され、同時にスーパーマシンサイクロン1号を託されたことから、その力であすかを守ることを決意する。刺客として差し向けられた仮面ライダー2号＝一文字隼人とは、戦いを通じて互いに理解し合うようになる。そして、拉致されたあすかを追って一文字と共にショッカーの秘密基地を襲撃、あすかを救出した。
恋愛には非常に奥手で、あすかへの諦めきれない強い想いを持ちながらも、一文字隼人に挑発されるまで決して認めようとはしなかった。一方、同じ研究室の山本めぐみに好意を寄せられていたが、めぐみも強がって好意を表に出さなかったため、その想いに気付くことはなかった。
『FIRST』における改造人間には、リジェクションと呼ばれる改造部分に対する発作的な拒絶反応が起こる。放っておくとリジェクションの間隔が徐々に短くなり、やがて死に至るため、これを抑えるために、改造人間は定期的に血液を交換しなければならない。そのためショッカー三幹部のうち二人は本郷の裏切りを「放って置いてもリジェクションで死ぬ」として放置する方針でいたが、老紳士が「それまで待てない」と反論したため、一文字が刺客として送り込まれることになる。後に本郷だけはリジェクションが起こらず、血液交換をしなくても何の問題もなく活動できる初の完全な改造人間であることが判明する。

#### 『仮面ライダー THE NEXT』
『THE FIRST』から2年の時が流れ、城南大学付属高校の生物教師になったものの、生徒からは馬鹿にされており、受け持つクラスは学級崩壊同然に荒んでいた。その一方でショッカーとの戦いは続いている。ライダースーツと仮面は前作よりも暗い色になり、仮面には多くの傷が付いている。一文字とは連絡を取り合っていなかったが、互いに固い絆で結ばれており、リジェクションによって蝕まれてゆく彼の体のことを案じている。
教え子でありクラス一の問題児である菊間琴美がその親友であるアイドル歌手のChiharuこと風見ちはるにまつわる事件を追っていることを知り、協力しようと自宅まで送り届けたところをショッカーに襲撃されたことから、琴美に正体を知られてしまう。その後、登校途中に不良に襲われた琴美の危機を救ったことで信頼されるようになるが、その際に改造人間の力を発揮して素手で車を止め、ウイリー走行してきたバイクの前輪を受け止めて外す姿を生徒に見られたため、琴美以外の生徒からは恐れられる。
ちはるの兄である風見志郎＝仮面ライダーV3がショッカーの刺客として現れたため、当初は望まないまま志郎と敵対していたが、志郎がちはるの異変を知って真相究明のため行動を共にするようになり、事実上の休戦となる。その後、志郎が全ての真相を知ったことでショッカーを裏切ったため、最後は一文字も加えて3人でショッカーの作戦を阻止した。
戦いの後、先述した琴美を救った際の一連の行為による保護者からの苦情によって学校を解雇され、声を掛けてきた琴美とともに校門を出ていった。また、琴美からは自身を「猛」と呼び捨てで呼んでいたが、校門を出る際に「先生」と呼んだ。

#### 『シン・仮面ライダー』
バイクでの旅をこよなく愛し、頭脳明晰でスポーツ万能であった。目の前で父親を殺されたことから強い力を持つことを望み、その思いからかつての恩師である緑川弘に優しき心と才能を見出されてオーグメントの研究開発に選ばれた。
緑川とその娘のルリ子によってSHOCKERを抜け、仮面ライダーとしてSHOCKERと戦うことを決意する。改造されてからは他人の命を奪っても平常心を保っていられ、容易にヒトの体を砕ける力を持つマスクの機能を嫌悪する。

### 漫画『仮面ライダー』
城北大学生物学研究室の学生。優秀な人間であるためにショッカーに拉致され、バッタの能力を持つ改造人間にされてしまう。しかし脳改造の前に脱出、人間を守るために戦うことを誓い、仮面ライダーを名乗る。感情が高ぶると、改造手術の傷跡が顔に浮かび上がる。
漫画における変身方法は「強化服を身に付け、仮面を被る」というのが一般的な解釈だが、第2話では疾走しながら変身する描写もある。なお、変身しても、ベルト「タイフーン」の風車に風を受けてエネルギーを得なければ、体内のメカニズムを完全に起動させることはできない。
第4話でショッカーと戦うための研究所を設立するが、ショッカーが送り込んだ11人のショッカーライダーとの戦いにおいて、変身前のところを攻撃され、絶命してしまう。脳改造から開放されたショッカーライダーの1人＝一文字隼人によって、遺体は研究所に運び込まれ、脳髄のみが研究所の中で生き続けることになった。
一文字とは脳波通信によって感覚を共有することができる。第5話では新たな仮面ライダーとなった一文字をサポートしたが、血気盛んな一文字をたしなめることも多かった。
第6話の終盤で、脳髄を機械のボディに移植して復活、ショッカーのアジトを破壊した。しかし、ショッカーとの戦いの結末は描かれていない。

### 小説『仮面ライダー 1971 - 1973』
城南大学で生化学を学んでいた学生。自動車を運転中に蜘蛛男の襲撃を受けて「ショッカー」に拉致され、組織が新たに開発した改造人間「S.M.R.（System Masked Riders）」の素体にされてしまう。しかし「S.M.R.」の開発者であり恩師でもあった緑川教授の手引きによって脱出。その後「ハヤト」と名乗る男にショッカーのことや自分の身体の秘密を聞かされ、さらに自分の拉致を手引きしたのが、幼いころに死別した姉を重ねて見ていた楠木美代子だということを知ることになる。しかし、紆余曲折の後、一人でも多くの人間を守るために「ショッカー」と戦うことを決意、ハヤトがショッカーと戦う名前として「仮面ライダー」を名付け、本郷はハヤトと自分の2人の名として名乗ることにした。美代子にも宣戦布告したが、その後美代子が敵とは言いかねる行動を取ることもあり、困惑させられていた。『希望1972』の時点ではショッカーとの戦いの結末は描かれていない。
「S.M.R.」は素体・強化服・二輪兵器「サイクロン」のセットで構成され、通常は強化服を着てからベルト「タイフーン」のスイッチを入れると強化服のメカニズムが起動、合わせて素体が戦闘体へと変化し、強化服の機能を完全に使いこなせるようになる。特殊能力の大部分を強化服に頼っているため、素体自体の能力は従来の改造人間よりも劣る。しかし何らかの理由で強化細胞が異常に活性化すると「飛蝗（ばった）男」とでも呼ぶべき完全体へと変身し、強化服無しでも従来の改造人間を上回る力を発揮する。ただし、その際は意識を失って暴走する危険がある。
改造される前、生身のままでも蜘蛛男を1体倒すほどの戦闘力の持ち主で、改造されたことによってその力は大幅に強化された。オートバイの運転はほとんど経験が無かったが、ハヤトの特訓で乗りこなせるようになった。当初はマフラーを巻いていなかったが、「S.M.R.」としては不完全であったために寿命が残り少なくなっていたハヤトの死を見届けた後は彼の形見となったマフラーを巻くようになった。
この作品では終戦の年（1945年）の生まれと設定されている。

## その他の登場作品

### 昭和第1期
『仮面ライダーV3』では第1・2話、第33・34話、劇場版『仮面ライダーV3対デストロン怪人』に登場。ショッカーやゲルショッカーの壊滅で束の間の平和が訪れたことで自らも大学に戻り、研究生としての日々を過ごしていたが、第1話で大学の後輩である風見志郎が命を狙われたことから新たな組織デストロンの存在を察知。風見志郎の家族がデストロンに襲撃されたところに駆けつけ、その場にいた珠純子を間一髪で助け、2人の前でライダー1号に変身する。風見志郎からデストロンへの復讐のために改造人間にしてほしいと頼まれるが、「個人の復讐のために力は貸せない」と断り、純子の証言から判明したデストロンのアジトに2号とともに戦闘員を撃退しつつ潜入する。アジトにおいて、デストロン首領の罠に落ちて命を落としそうになったが、後を付けてきた志郎から身を挺して救われ、自分たちを助けるために瀕死の重傷を負ってしまった彼の命を救うべく、仮面ライダーV3への改造手術を変身した姿のまま行なった。その後、第2話でV3が初陣に勝利した同時期、2号とともに東京をカメバズーカの原子爆弾の爆発から守るために太平洋の彼方に消えた。
だが、オーストラリアに転戦しており、第20・21話で自分たちの声を録音した細胞強化装置を風見志郎に送っている。劇場版や第33・34話で帰国し、V3とともに戦った。これ以降、「普段は世界各地で悪の組織と戦っている」という設定になる。なお、本郷が劇中で変身ポーズを披露するのは『仮面ライダーV3』から38年後の映画『平成ライダー対昭和ライダー 仮面ライダー大戦 feat.スーパー戦隊』まで大きく間が開くことになり、以降は直接変身を行わないか、変身後の1号ライダーの姿のままの登場が主となる。
『仮面ライダーX』では劇場版『五人ライダー対キングダーク』と第27話に登場した。劇場版ではニューヨークから帰国し、2号、V3、ライダーマンとともに仮面ライダーX＝神敬介に加勢した。第27話でも5人ライダー勢ぞろいの中、GOD再生怪人軍団と乱闘を演じた（劇場版からの流用ではなく新撮映像）。その中でXとのライダーダブルキックを披露している。テレビシリーズでは他にも、第5話の回想シーンに登場し、第9話では一文字隼人や風見志郎とともにその存在について言及されている。
『仮面ライダーストロンガー』では第38・39話（最終回）に登場し、素顔での登場は第39話のみ。デルザー軍団の日本総攻撃を察知し、アメリカから帰国。2号とともに伝説とされ、その存在を認識されていなかった。ライダーキックでマシーン大元帥の戦意を削ぎ、ヨロイ騎士と一対一で戦って捕獲するなど、デルザーの改造魔人以上の実力を見せた。大首領戦で先頭に立って戦い、ラストシーンでは主役のストロンガーを差し置いてセンターポジションで走るなど、歴代仮面ライダーのリーダー格とも取れる演出がなされている。革ジャン姿で登場を果たしているが、原点である青年科学者を象徴する背広姿での客演も検討されており、実際にスチール撮影も行われている。
テレビスペシャル『全員集合!7人の仮面ライダー!!』では、一文字隼人、風見志郎、結城丈二（ライダーマン）とともに、遊園地にいた藤兵衛のもとを訪れ、暗黒大将軍や怪人軍団と戦う。藤岡のスケジュールの都合から、敬介や山本大介（仮面ライダーアマゾン）、茂が到着後も、（引き続き一緒にいることになっているが）ライダーに変身するまでその姿が画面に映らなくなっていた。
本郷が素顔で登場するのは『7人の仮面ライダー!!』で一区切りとなり、映画『平成ライダー対昭和ライダー 仮面ライダー大戦 feat.スーパー戦隊』までは変身した1号の姿で登場することとなる。

### 昭和第2期
『仮面ライダー (スカイライダー)』では、第27・28話、第54話（最終回）、劇場版『仮面ライダー 8人ライダーVS銀河王』に登場。第27・28話と劇場版では7人ライダー揃って帰国し、スカイライダー＝筑波洋の応援に駆けつけ、7人ライダーによる特訓でスカイライダーをパワーアップさせた。劇場版ではジャガーバンとアルマジーグの2体を倒した。第54話ではメキシコから帰国し、8人ライダーの力を集結させてネオショッカー首領を倒すが、宇宙の果てに散った。本作品以降、専用マシンを改造サイクロンに戻しているが、ベースになった車種は以前よりスケールが小さなものになっている。2号が2回客演した背景には藤岡にギリギリまで出演を依頼していた説がある。
『仮面ライダースーパー1』では劇場版のみ登場し、仮面ライダースーパー1に代わってドグマ復讐兵団と戦った。放送当時の雑誌記事では人工衛星を利用して地球に帰還したとされ、2号とともにスーパー1を特訓する特写が存在する。
『仮面ライダーZX』およびテレビスペシャル『10号誕生!仮面ライダー全員集合!!』では、2号からスーパー1とともにバダンを追って帰国し、仮面ライダーZX＝村雨良に協力した。志郎、結城、沖一也（スーパー1）が良にビデオで歴代ライダーの活躍を見せていたころ、阿修羅谷でバダンのアジトを発見した。専用マシンは『スカイライダー』同様、改造サイクロンだった。

### 昭和第3期
『仮面ライダーBLACK』では直接登場しなかったが、放送終了後の特別編『仮面ライダー1号〜RX大集合』における過去の名場面でのみ登場。
『仮面ライダーBLACK RX』では、第41話から第47話（最終回）に10人ライダー揃って登場。他のライダーは担当声優が話によって異なるのに対し、1号だけは鳥居賞也で統一されている。アメリカでアリゾナを拠点にアメリカ大陸の西半分をクライシス帝国から守っていた。アリゾナに構えたアジトで特訓を行った後、10人揃って日本に帰国。RX＝南光太郎に協力し、クライシス帝国と戦った。10人ライダー（さらにはRXを含む11人ライダー）のリーダー的な役割を果たし、戦闘時は適切なリーダーシップを取りながら率先してクライシスに戦いを挑んだ。グランザイラスに苦戦した際に、最初は冷静に「じっくり作戦を練ろう」と提案するも、市民を早く助けたいという気持ちの光太郎に否定され、ここはRXの考えを汲んで全11人ライダー一挙に行動しようと思いなおして戦場に向かった。第44話予告ではRXとダブルキックを決める映像があったが、本編にそのようなシーンは存在しなかった。クライシス壊滅を見届けると、改めてRXを11号ライダーとして、11人それぞれが、今後世界各地に新たに出現するかもしれない悪の組織との戦いに備えるべく、海外に再び旅立った。

### 平成仮面ライダーシリーズ、令和仮面ライダー
映画『劇場版 仮面ライダーディケイド オールライダー対大ショッカー』
終盤で2号やV3とともにバイクにまたがって登場。RXやカブトとともに戦い、2号とともにガラガランダにダブルキックを放つなどの活躍を見せた。
ネットムービー『ネット版 仮面ライダーディケイド オールライダー超スピンオフ』
File24「変身！1号ライダーはカメラをにらめ!!」では、"妻に出て行かれた男"大田原正一郎（演：奥田達士）が1号に変身。ディケイドに変身ベルトを渡され、教えられたままに変身ポーズをとることで変身している。
映画『オーズ・電王・オールライダー レッツゴー仮面ライダー』
パンフレットには「本郷猛が変身する」と記述され、藤岡が声を当てているが、素顔で登場していない。
1971年の日本で2号や少年ライダー隊とともにショッカーと戦っていたが、2011年の世界からやって来たアンクがセルメダルを落とした影響でライダーの歴史が歪み、誕生したショッカーグリードに2号とともに敗北し、洗脳されてしまう。以後、2号とともに40年に渡ってショッカー最強の戦士として君臨し、V3以降のライダーは誕生しなかった世界になってしまった。
歴史改変の影響を受けない特異点であるNEW電王が歴史の修正を試みて一度は失敗したが、その際に1971年の世界に残されたナオキによって洗脳を解かれる。それ以後は洗脳されたふりをしながら反撃のチャンスを窺い、2011年の世界に現れたショッカーグリードを2号とのライダーダブルキックで倒す。最後は復活した歴代ライダーとともにショッカーと戦い、岩石大首領を全ライダーによる同時攻撃オールライダーブレイクで倒した。
『仮面ライダーフォーゼ』
劇中世界の都市伝説でその存在が語られており、ネットでショッカー戦闘員を蹴散らす映像が投稿されていた。
映画『仮面ライダー×仮面ライダー フォーゼ&オーズ MOVIE大戦MEGA MAX』
財団Xの野望を阻止するために、2号からストロンガーとともに世界各地で戦うが、罠にはまってしまう。
映画『仮面ライダー×スーパー戦隊 スーパーヒーロー大戦』
冒頭、ゴーカイレッドが豪快チェンジしたレッドワンのファイヤーソードで仮面ライダー2号共々時空の狭間に消されたが、のちに復活して他のスーパーヒーローたちとともに大ショッカー、大ザンギャックと戦った。
映画『仮面ライダー×スーパー戦隊×宇宙刑事 スーパーヒーロー大戦Z』
最終決戦時のみ登場。
映画『平成ライダー対昭和ライダー 仮面ライダー大戦 feat.スーパー戦隊』
昭和ライダー15人の実質的な筆頭的存在として登場。『全員集合！7人の仮面ライダー!!』以来38年振りに藤岡が変身前の本郷として出演する。
本作品では、2号（一文字）同様にベルトの風車にシャッターパーツが装備されており、変身シーンでは旧1号から桜島1号を経て新1号へと変貌していった。ある理由から平成ライダー15人を「ライダーと認めない」と完全否定し、さらに映画の敵である「地下帝国バダン」を生み出した存在として敵視。遂には彼らを倒すためにすべての昭和ライダーと共闘するが、実はバダンを欺くための作戦であり、バダンとの決戦では仮面ライダー鎧武に昭和ライダーのロックシードを与えるなど平成ライダーに協力。だが、平成ライダーを仮面ライダーと認めることに対する疑問は本心でもあり、決戦後に改めて平成ライダーと戦う。劇場公開版では最終的に一輪の花を守るために自分の攻撃を避けなかった鎧武の態度から平成ライダーを認め、彼らに未来を託した。エンディングでは素顔で新サイクロンに乗っている。
- 衣装は藤岡の自前のものであり、本郷が今でも海外で戦い続けているという想定で選んでいる。サングラスは監督の柴﨑貴行の案で敵に視線を悟らせないためにかけているという想定で用意されたが、戦士なら暗がりではサングラスをかけないという藤岡の案で地下道のシーンではサングラスを外している。

『烈車戦隊トッキュウジャーVS仮面ライダー鎧武 春休み合体スペシャル』
映画『仮面ライダー大戦』の前日談。2号やV3とともに登場。「平成ライダーと手を組むことはない」と発言しているが、その真意は映画まで明かされない。
映画『スーパーヒーロー大戦GP 仮面ライダー3号』
全編を通じて2号とともに行動。1973年2月10日、ショッカーを壊滅させるが、その直後に現れた仮面ライダー3号に倒されたことで2015年はショッカーに支配された世界になってしまう。しかし、倒された際に密かにショッカーの電子頭脳に自分たちの意識を移植しており、電子頭脳が変形したライダーロボを利用して新たな身体を得て復活し、ショッカーライダーの洗脳を無効化した。同じくライダーロボから脱出した3号や他のライダーとともにショッカーに立ち向かった。ライダーロボを破壊されて歴史改変マシンの効果が無効になり、消滅する3号に別れを告げた。
『セイバー+ゼンカイジャー スーパーヒーロー戦記』
最初に石ノ森章太郎が生み出したヒーローとして秘密戦隊ゴレンジャーのアカレンジャーと共に登場。最後には、本郷猛の姿となって章太郎と再会する。
映画『仮面ライダー ビヨンド・ジェネレーションズ』
元ショッカーの科学者・百瀬龍之介の回想で存在が語られている。ショッカーに拉致されてから改造されるまでの間に百瀬と対面しており、その際に科学者として間違った道を選んだ百瀬を説得するが、その時の百瀬には聞き入れられなかった。しかし、その言葉は百瀬の心に残り続け、その後、本郷がショッカーと戦っていることを知った百瀬は自身もショッカーからの離反を決意する。

### その他の映像作品
ビデオ『ウルトラマンVS仮面ライダー』
時系列的には『仮面ライダー』の時代となる『ウルトラマンVS仮面ライダー』では、ショッカー中近東支部から派遣された毒サソリ男を追って登場。ウルトラマンと地底怪獣ガドラスが戦っている間近で、毒サソリ男と対決した。そして、ガドラスと毒サソリ男が融合してサソリガドラスになると、「奇跡」によって巨大化し、ウルトラマンとともにサソリガドラスを倒した。『全員集合！7人の仮面ライダー!!』以来、17年ぶりに新サイクロンを使用。なお、変身シーンと声は過去の映像から流用している。

### 漫画作品
漫画『仮面ライダーSPIRITS』 / 『新 仮面ライダーSPIRITS』
『仮面ライダーSPIRITS』では、仮面ライダーのリーダー格として活躍。BADANとの戦いでは、常に冷静な態度を貫く。復活したブラックサタンに殴りこもうとする茂を諌めたり、一文字やアマゾンとともに捕われた敬介の救出に向かったりなど、ライダーの纏め役を務める。自分の存在意義に悩む村雨良に、10人目のライダーである仮面ライダーZXの称号を与えた。
第1部第一話でニューヨークに現れ、滝とともに大コウモリ怪人（仮）を倒す。この時、滝をパートナーとして認めてダブルライダーを名乗っている。その後、それまでの自分の経緯を「どこにいっても相変わらず」と滝に答えている。
第2部で当時BADANの尖兵だったZXと対決し、この時は改造人間としては遥かに性能が上回るはずのZXを多彩な技で翻弄し、ZXの右足と左手を破壊し、最後は2号ライダーとのライダーダブルキックで破壊できるところまで追い詰めるが、タイガーロイドが身を挺して庇ったため、未遂に終わる。その後は世界各地でBADANと戦っていた。
サザングロスにおける敬介の救出には、一文字やアマゾンと共に乗り込む。その際、復活したモスキラスやシオマネキングのショッカーの再生怪人を強化された別物と悟って対峙。
BADANが黒いピラミッドを日本各地に送り込んだ際には東京において即興でZXと組み、復活したショッカーライダーと戦闘。不意打ちで右脚を痛めていたものの、ZXの飛行能力に救われ、2号ライダーの脳波通信によるサポートでのライダー車輪でショッカーライダーを間一髪仕留めた。
第3部序盤にて東京都で再生ゾル大佐、再生死神博士、再生地獄大使率いる再生ショッカー怪人軍団と戦闘を開始する。戦闘中、援護にきた一文字とともに乱入したデルザー軍団に苦戦する。ショッカーとの長い戦いから満身創痍の身でありながらも、岩石男爵に人質に捕られようとしていた克己と和弘を、間一髪の登場で救出。ZXとの共闘で岩石男爵を撃破した後、地獄大使率いるショッカー軍団に時空魔法陣で海底の基地に召喚され、ZXや石倉五郎とともにショッカーの怪人軍団と抗戦する。
『新 仮面ライダーSPIRITS』にタイトルが変更されてからの番外編では、1人でショッカーと戦っていた時期の本郷、さらに一文字が改造されるまでの経緯が作者の村枝賢一のオリジナルストーリーで展開される。その後、BADANとの戦いにストーリーが戻る時に「自分の弱さゆえに9人の男たち（一文字から良）を地獄の道連れにしてしまった」という本郷の独白が入る。また、第1部では一文字の顔に手術痕が描かれていたが、こちらの番外編では、本郷の顔にも改造手術の痕が見られた。一文字の再生手術後、彼に日本を託し、欧州に帰還した死神博士を追って彼の地へと転戦した。この番外編では一文字のタイフーンに防御用シャッターを設置したのは本郷とされ、第六話冒頭で、第2期強化改造人間の放った弾丸「korrosion弾」により破壊された一文字のタイフーンを再生するに当たり設置された。ヨーロッパでカール博士救出の回想シーンが挿入され、戦いを重ねるごとに再生・強化が繰り返されて破壊力を増し、旧1号から桜島1号に体色変化も描かれている。
ベルト左のスイッチの中にはエネルギーコードが収納されている設定で、その端子を破壊された風見志郎のダブルタイフーンに1号・2号がそれぞれ差し込みエネルギーを与え、V3へと変身させた。
漫画『仮面ライダー 11戦記』
ガイストと戦う11人の仮面ライダーのリーダーとして活躍。テレパシーを使わずとも、一文字と以心伝心の仲であり、南光太郎はその境地に達しようとする。ネオキングダークの3号機に乗り込むという大胆な面も見せる。
終盤では捕われて、ジェネラルシャドウの細胞から生まれたクローンに1号を模倣したメカ構造を与えた「ガイストライダー」を作られる。ガイストライダーは単独の戦闘力に加え、クローン同士ゆえに連係に優れる強敵だったが、救出された本郷は後輩たちに合同技ライダーサザンクロスキックを生み出すヒントを与え、逆転のきっかけを作る。
その後はエネルギーが尽きた状態ながらも、相手の力を利用するジュードーバスターで変身したジェネラルシャドウを下す。シャドウが死ぬ際に「最後のプレゼント」として起こした風圧でエネルギーを回復し、大首領との決戦に臨む。

### 小説作品
小説『S.I.C. HERO SAGA』
「MASKED RIDER EDITION SPECIAL EPISODE -脱出-」
緑川博士を主人公として描いているため、本郷の心情は描かれないが、緑川博士の本郷に対する信頼などは見て取れるようになっている。
「MASKED RIDER EDITION -Missing Link-」
ショッカーの罠にはまりながらも一文字の洗脳を解き、仮面ライダーにすることに成功している。
「MASKED RIDER EDITION -ここより永遠に-」
パワーアップのために死神博士に捕らえられるが、ショッカー首領にその計画を暴かれる。その後、真意に対して一つの推測を立て、ショッカー首領にパワーアップを許させている。しかし、その際の会話の内容（ショッカー首領がB26暗黒星雲の為政官であること）などの記憶は消されてしまっている。
「MASKED RIDER V3 & RIDERMAN EDITION -RIDERMAN ANOTHER AFTER-」
プルトンロケットを破壊したことで瀕死の重傷を負っていたライダーマン＝結城を助け、神ステーションでサイボーグ手術をすることで応急処置を行う。
「MASKED RIDER DEN-O EDITION -1971年4月3日-」
『劇場版 仮面ライダー電王&キバ クライマックス刑事』と同じ世界という設定で、1971年4月3日の本郷がネガタロスと電王の騒動に巻き込まれた結果、2008年の藤兵衛に助けられ、改造人間（すなわちライダー）にならなかった歴史が造られてしまう。その後、ショッカー首領からの攻撃から2008年の藤兵衛を庇って負傷し、一度は心肺停止状態となった。だが、オーナーが連れてきた、岩石大首領を倒してきたばかりの7人ライダーの1人である新1号の決断により、旧1号に改造・蘇生された（これにより、新1号と旧1号という夢の共演が行われる）。なお、ここで登場した1号・2号はS.I.C.ではなく、FIRST版やNEXT版に基づいたMOVIE REALIZATION寄りのデザインとなっている。
小説『仮面ライダーEVE』
原作漫画の後日談にあたる。
ショッカーとの戦いの後も、様々な悪の組織と戦っていたらしい。しかし、その過程で激しく消耗したため、再び脳髄のみの状態となって研究所内で眠りに就いていた。それ以降は、かつて共にショッカーと戦ったFBI捜査官の滝二郎が影武者を務めたこともある。
蘇ったショッカー首領との戦いを前に、ライダーマン＝結城丈二の協力で脳を機械の身体に移植し復活。9人のライダーと共にガイボーグ＝門脇純に「ライダーシンドローム」で力を与え、彼を仮面ライダーガイアへと覚醒させた。戦いの後、自分が再び目覚める必要が無いことを願いながら、再度眠りに就いた。

### 『仮面ライダーSD』
『仮面ライダーSD』では「仮面ライダー1号」としてのみの登場で、素顔を見せたことはない。なお、『仮面ライダーSD』の『マイティライダーズ』と『疾風伝説』では世界観が異なる。
『仮面ライダーSD マイティライダーズ』では、11人の仮面ライダーのリーダー。ギャグ漫画という性質上、他のライダーは性格などがテレビシリーズと異なる場合が多いが、彼はリーダーという立場であり、あまり大きな改変は行われていない。初期は旧サイクロンを使用していたが、後に強化改造が施されたネオサイクロンを使用するようになった。
『仮面ライダーSD 疾風伝説』では、過去の大戦で活躍した伝説の英雄。その際に重傷を負い、治療のため、眠りに就いていたが、新たな戦いの終盤にて復活。こちらの世界では、最初からネオサイクロンを使用している。

### テレビゲーム
『スーパーヒーロー作戦 ダイダルの野望』
「一文字を救出した際に足を負傷して一時離脱する」「ハヤタ（ウルトラマン）とアミーゴに行く」など、それまでの作品のオマージュが見られる。
『スーパー特撮大戦2001』
傷ついて倒れていたジロー（キカイダー）を修理したという演出があり、ロボット工学にも詳しい。
PSゲーム『仮面ライダー』
ストーリーモードでライダーモードを選択した場合、テレビ版の流れ同様に一文字とともに悪と戦うが、ショッカーモードを選択した場合、選択したショッカー（もしくはゲルショッカー）の怪人（プレーヤー）が、ほかの怪人を倒し、強化改造され最強怪人とされた上で、本郷と一文字を倒している。
PSゲーム『仮面ライダーV3』
前作同様にテレビ版の流れと同じ活躍であり、本作品はV3を主人公としているため、登場回数も少ないが、一定条件を満たすと、1号を主人公としたストーリーモードも登場する。また、デストロン側を選んだほうでは、前作のショッカーモード同様、プレーヤーの選んだデストロン怪人（もしくはデストロン首領）に倒されてしまうこととなる。イージーライダーキックなど、ゲームオリジナルの技も使用している。
PS2ゲーム『仮面ライダー 正義の系譜』
本来の設定では世界観が異なるとされていた『仮面ライダーアギト』が同一の世界観に統合されている。そのため、仮面ライダーアギト＝津上翔一との共演が実現した。なお、この作品の本郷はショッカーと闘っているころなので、時間を越えて交信した大学の後輩である志郎がV3になっていたことに驚いている。

#### コンパチヒーローシリーズ
- 『SDザ・グレイトバトル 新たなる挑戦』では、時間を止めて敵の動きを封じるという特殊攻撃を持つ。地獄大使が仲間になることで、その共闘を見ることができる。また、アポロガイストとの対決も実現している。
- 『ヒーロー戦記 プロジェクト オリュンポス』では、光太郎の大先輩として登場するが、それほど目立った活躍はない。
- 『ガイアセイバー ヒーロー最大の作戦』では、牢屋に閉じ込められていたところを助けられる。

### その他の作品
『きだ版ライダー絵巻 仮面ライダー電王 激突! 電王VS信長』
『仮面ライダー電王』と『ライダー』が同じ世界という設定で、2号とともに電王の戦いに巻き込まれて戦国時代に跳ばされてしまっている。
『MASKED RIDER LIVE&SHOW 〜十年祭〜』
歴代の昭和ライダー（2号からRX）を率いて登場。ディケイドら平成ライダーに加勢し、大ショッカーを退散させた。

## 関連キャラクター
1号の能力を持つ他の仮面ライダーの形態
仮面ライダー第1号（スサノオ）
漫画『仮面ライダーSPIRITS』に登場。スサノオ（大首領JUDO）が変身した姿。容姿は旧1号。
ディケイド1号
映画『仮面ライダー×スーパー戦隊 スーパーヒーロー大戦』に登場。仮面ライダーディケイドが1号のライダーカードで変身した姿。
仮面ライダー鎧武1号アームズ
映画『平成ライダー対昭和ライダー 仮面ライダー大戦 feat.スーパー戦隊』に登場。仮面ライダー鎧武が昭和ライダーロックシードを用いて変身した姿。
仮面ライダーゴースト1号魂
『仮面ライダーゴースト 伝説！ライダーの魂！』に登場。仮面ライダーゴーストが仮面ライダー45ゴースト眼魂を用いて変身した姿。
仮面ライダーオーズ レジェンドタトバコンボ
小説『S.I.C. HERO SAGA MASKED RIDER DECADE EDITION -オーズの世界-』に登場。仮面ライダーオーズがレジェンドコアメダル（ディケイドのライダーカードが変化したもの）で変身した姿。
1号の能力を持つ怪人
アナザー1号
映画『仮面ライダー 令和 ザ・ファースト・ジェネレーション』に登場。タイムジャッカーのフィーニスがアナザー1号ウォッチで変身した姿。後に仮面ライダーゲイツのタイムマジーン（ゲイツ機）と融合し、アナザー新1号に変化。

## 仮面ライダー1号を演じた人物

### 俳優
藤岡弘、
- 『仮面ライダー』
- 『仮面ライダー対ショッカー』
- 『仮面ライダー対じごく大使』
- 『仮面ライダーV3』
- 『仮面ライダーストロンガー』
- 『全員集合!7人の仮面ライダー!!』
- 『平成ライダー対昭和ライダー 仮面ライダー大戦 feat.スーパー戦隊』
- 『仮面ライダー1号』
- 『セイバー+ゼンカイジャー スーパーヒーロー戦記』
- 『Pぱちんこ仮面ライダー 轟音』

黄川田将也
- 『仮面ライダー THE FIRST』
- 『仮面ライダー THE NEXT』
- 『仮面ライダーカブト』（役名無しの特別出演）

藤岡真威人
- 『仮面ライダー ビヨンド・ジェネレーションズ』

池松壮亮
- 『シン・仮面ライダー』

### 声優
藤岡弘、
- 『仮面ライダーV3対デストロン怪人』
- 『オーズ・電王・オールライダー レッツゴー仮面ライダー』
- 『仮面ライダーメモリアル』（ナレーター）
- 『仮面ライダーV3』
- 『仮面ライダー 正義の系譜』
- 『仮面ライダー バトライド・ウォー』シリーズ
- 『仮面ライダーバトル ガンバライジング』（バッチリカイガン4弾以降）
- 『まんがビデオ 仮面ライダー』

納谷六朗
- 『仮面ライダー』（第9 - 13話）

市川治
- 『仮面ライダー』（第66・67話）

田中秀幸
- 『仮面ライダーSD』

稲田徹
- 『劇場版 仮面ライダーディケイド オールライダー対大ショッカー』（ネットムービーも含む）
- 『仮面ライダー 恐怖の地球温暖化計画』
- 『仮面ライダー×仮面ライダー フォーゼ&オーズ MOVIE大戦MEGA MAX』
- 『仮面ライダー×スーパー戦隊 スーパーヒーロー大戦』（ネットムービーも含む）
- 『仮面ライダーフォーゼ THE MOVIE みんなで宇宙キターッ!』（ネットムービーのみ）
- 『仮面ライダー×スーパー戦隊×宇宙刑事 スーパーヒーロー大戦Z』（ネットムービーも含む）
- 『劇場版 仮面ライダーウィザード in Magic Land』（ネットムービーのみ）
- 『烈車戦隊トッキュウジャーVS仮面ライダー鎧武 春休み合体スペシャル』
- 『スーパーヒーロー大戦GP 仮面ライダー3号』
- 『仮面ライダーゴースト』
- 『TTFC産直シアター 仮面ライダーセイバー』
- 『仮面ライダーバトル ガンバライド』
- 『仮面ライダーバトル ガンバライジング』（バッチリカイガン3弾まで）
- 『オール仮面ライダー ライダージェネレーション』シリーズ（オリジナル）
- 『仮面ライダー クライマックスヒーローズ』シリーズ
- 『スーパーヒーロージェネレーション』
- 『ロストヒーローズ』シリーズ
- 『仮面ライダー ストームヒーローズ』
- 『仮面ライダー シティウォーズ』
- 『CRぱちんこ仮面ライダーV3』
- 『CRぱちんこ仮面ライダー フルスロットル』
- 『大和リビング』のCM（D-roon『仮面ライダー』篇）
- 『KURE 5-56』のコラボCM
- 『スポーツ振興くじ』のCM（あの人もBIG『仮面ライダー』篇）

石川英郎
- 『MASKED RIDER LIVE&SHOW 〜十年祭〜』
- 『ネット版 オーズ・電王・オールライダー レッツゴー仮面ライダー 〜ガチで探せ！君だけのライダー48〜』

黄川田将也
- 『オール仮面ライダー ライダージェネレーション』シリーズ（THE FIRST）

阿座上洋平
- 『仮面ライダージオウ ファイナルステージ』（THE FIRST）

池松壮亮
- 『SD シン・仮面ライダー 乱舞』
- 『クレヨンしんちゃん』 - 第1173話「しん・仮面ライダーだゾ」（2023年3月18日放送）

### スーツアクター
『仮面ライダー』では、当初は専門的なアクションを除き藤岡弘、自身が務めていたが、第5話以降は危険防止のために一部を除き大野剣友会の岡田勝に交替し、藤岡の負傷降板後も岡田が主に担当した。ダブルライダー編や新1号編では、岡田と中屋敷鉄也が新1号を演じたが、中屋敷が『超人バロム・1』へ異動した後は大杉雄太郎が起用された。その後、大杉の移籍により終盤は再び中屋敷が演じた。中屋敷は『V3』ではV3をメインで担当したが、第1話・第2話のみ前作から引き続き1号を演じた。
トランポリンスタントはJACが担当した。
藤岡弘、
- 『仮面ライダー』第9・10話まで

岡田勝
- 『仮面ライダー』第1話・アクションスタント

甘利健二
- 『仮面ライダー』第1話・アクションスタント

中村文弥
- 『仮面ライダー』第10話〈犬の墓参りシーン〉

中屋敷哲也
- 『仮面ライダー』第40話から第59話まで、第95話-第98話。
  - 藤岡と体格が似ていることから選ばれた。

- 『仮面ライダーV3』第1話・第2話

大杉雄太郎
- 『仮面ライダー』第60話から第94話まで

三隅修
- 『仮面ライダー』トランポリンスタント

金田治
- 『仮面ライダー』トランポリンスタント

春田純一
- 『仮面ライダー』トランポリンスタント

新堀和男
- 『仮面ライダーV3』第33話

千代田惠介
- 『仮面ライダーV3』

橋本春彦
- 『仮面ライダーストロンガー』第39話

前田浩
- 『ウルトラマンVS仮面ライダー』
- 『仮面ライダー THE FIRST』
- 『仮面ライダー THE NEXT』

マーク武蔵
- 『仮面ライダー THE FIRST』

渡辺淳
- 『劇場版 仮面ライダーディケイド オールライダー対大ショッカー』
- 『ネット版 仮面ライダーディケイド オールライダー超スピンオフ』

藤井祐伍
- 『オーズ・電王・オールライダー レッツゴー仮面ライダー』
- 『平成ライダー対昭和ライダー 仮面ライダー大戦 feat.スーパー戦隊』

岡元次郎
- 『仮面ライダー1号』

池松壮亮
- 『シン・仮面ライダー』

### オートバイスタント
『仮面ライダー』2年目のメインスタントマンは明らかになっておらず、室町レーシングのスタッフが交替で担当していたとされる。
大橋春雄
- 『仮面ライダー』第1クール・第40話・第41話

室町健三
- 『仮面ライダー』オープニング・第5話
  - 当初は室町がバイクスタントを務める予定であったが、スケジュールの都合から大橋に交代した。

野口寧
- 『仮面ライダー』アップシーン
  - 藤岡に体格が似ているという理由で起用された。

熊沢敏明
- 『仮面ライダー』第5クール以降。

## 関連事項
- 仮面ライダークウガ - 本郷という名の城南大学の教授のことが語られている。言及のみで登場することはない。
- 劇場版 仮面ライダーアギト PROJECT G4 - 本郷猛を演じていた藤岡弘、が警視総監役でゲスト出演した際に、スタッフが「この警視総監は、本郷猛（仮面ライダー1号）と思って頂いて結構です」とのコメントを公開当時の各関連雑誌のインタビューで答えている。
- 仮面ライダーカブト - 『THE FIRST』で本郷を演じた黄川田将也が第14話にサイクロン1号と共に登場しており、仮面ライダーカブト＝天道総司とすれ違った。黄川田が「一瞬でいいから、本郷と天道のコラボをやりたい」とリクエストしたのが発端。ただし映像では役名がクレジットされず「特別出演」としか表記されていないため、本郷本人であるかどうかは不明。
- Real Clothes - 連続ドラマ版第3話に本郷猛と同姓同名の大日本繊維の社長が登場。演じた西岡德馬は、スペシャルドラマ版では本郷会長の役を演じている。
- タイガーマスク運動 - 2011年1月12日朝、千葉市役所の玄関で、「本郷猛」を名乗る人物からの手紙と現金10500円、バイクのミニカーが置かれているのが発見された。手紙には「子どもたちが日本のことを考えられる大人になることを祈っています」などと書かれていた[157]。同年1月11日には、名古屋市昭和区駒方町の児童養護施設「駒方寮」で、「仮面ライダー」を名乗る人物より寄付された文房具とジグソーパズルが発見されている[158][159]。